# Ґлінкі-Рафали
Ґлінкі-Рафали (пол. Glinki-Rafały) — село в Польщі, у гміні Сипнево Маковського повіту Мазовецького воєводства.
Населення — 109 осіб (2011).
У 1975-1998 роках село належало до Остроленцького воєводства.

## Демографія
Демографічна структура станом на 31 березня 2011 року:
|          | Загалом | Допрацездатний вік | Працездатний вік | Постпрацездатний вік |
| -------- | ------- | ------------------ | ---------------- | -------------------- |
| Чоловіки | 56      | 12                 | 42               | 2                    |
| Жінки    | 53      | 10                 | 33               | 10                   |
| Разом    | 109     | 22                 | 75               | 12                   |